# Furnes kommun
Furnes kommun (norska: Furnes kommune) var en kommun i Hedmark fylke i östra Norge. Kommunen omfattade östra delen av nuvarande Ringsakers kommun samt mindre delar av nuvarande Hamars kommun. Byn Furnes utgjorde kommunens centralort.

## Administrativ historik
Furnes kommun upprättades 1891 genom utbrytning ur Vangs kommun. Kommunen hade 3 790 invånare vid upprättandet.
1947 överfördes ett bebott område (med 821 invånare) från Furnes kommun till Hamars kommun.
Den 1 januari 1964 gick kommunen upp i Ringsakers kommun. Kommunens hade då 7 288 invånare.
Den 1 januari 1967 överfördes ett bebott område (med 114 invånare) som tidigare utgjort en del av Furnes kommun från Ringsakers kommun till Vangs kommun. Det området utgör idag en del av Hamars kommun.